# Tortella densa
Tortella densa ist eine Laubmoos-Art aus der Familie Pottiaceae. Diese Art wurde auch unter den Synonymen Tortula tortuosa fo. curta Alberts. und Barbula inclinata var. densa Lorentz & Molendo beschrieben.

## Merkmale
Tortella densa bildet dichte, gelbgrüne bis grüne, im unteren Teil bräunliche, nicht rhizoidfilzige Polster oder Rasen. Die dicht und gleichmäßig beblätterten, wenig verzweigten Sprosse werden 1 bis 4 Zentimeter hoch. Die Blätter sind lanzettlich bis linealisch-lanzettlich, haben flache Blattränder, sind im oberen Blattteil gekielt und allmählich in die scharfe Blattspitze verschmälert. Die Blattrippe tritt als kurze Stachelspitze aus. Im feuchten Zustand sind die Blätter straff aufrecht-abstehend, trocken eingebogen, gekräuselt und gedreht
Die Laminazellen des Blattgrundes sind verlängert-rechteckig, hyalin, glatt und sind scharf gegen die rundlichen, grünen und stark papillösen Zellen im oberen Blattteil abgegrenzt. Die Ober(Ventral-)seite der Blattrippe weist verlängerte, schmale und glatte Zellen auf. Die Stämmchen haben keinen Zentralstrang.
Das Moos ist diözisch. Sporophyten sind nicht bekannt.

## Systematik
Tortella densa wurde teilweise zur recht ähnlichen Art Tortella inclinata gestellt bzw. als Varietät dieser Art aufgefasst. Tortella densa unterscheidet sich von dieser durch etwas höhere Rasen, fehlenden Rhizoidenfilz und lang zugespitzte, nicht kapuzenförmige Blattspitzen.

## Standortansprüche und Verbreitung
Tortella densa wächst an lichtreichen und trockenen Standorten auf kalkhaltiger, mit Schotter oder Steinen durchsetzter Erde und auf Kalkgestein.
Die Verbreitung ist nur unzureichend bekannt, da diese Moosart häufig übersehen oder mit ähnlichen Arten verwechselt wurde. Die Vorkommen befinden sich besonders in West-, Mittel- und Nordeuropa, östlich bis zum Kaukasus. In Mitteleuropa kommt es vor allem in den Alpen vor, hier steigt es bis in die alpine Höhenstufe.